# Bottnakarl
Botnakarl eller bottnakarlarna, var fra middelalderen et tilnavn på borgere i Stockholm, som rejste til Västerbotten og Österbotten for at drive handel med bønderne der. Mange var ansete fra disse områder, som senere havde slået sig ned i Stockholm (i modsætning til landsköpmännen (landkøbmændene), som blev boende og var bønder i Norrland). Deres skibe kaldtes bottneskutor (skuder).
År 1477 omtales i en notits i Stockholms stads tänkeböcker under rubrikken Botnakarlarne, at de ikke kun bedrev handel i det øvre Bottenviken men tillige var borgere i Stockholm. De havde forbud mod at besejle Norrebotn med trusler om bøder på 40 mark, hvis de ikke havde nogen, som i deres sted var tilstede i hovedstaden. De solgte især pelse, sæl og laks i Stockholm og indtil 1482 byttede de deres varer mod korn. Bottnakarlerne gjorde også rejser til udlandet, blandt andet til Tyskland.
Den ældste notits om bottnakarlar findes i Stockholms bys jordebog. Denne er fra 1444, hvor en Hanis skrædder fra "Nörra butn" omtales. I 1465 omtales en Erik Jonsson med hjemsted i "Norrebodhnin i Roswik". Fem år senere, i 1470, omtales Torneå i en bogføringspost i Stockholms kæmnersregnskaber, da 5 mark i skat gaves af "Henrek laxekarl".
I 1480'erne bliver notiser om bottnakarlar i Stockholm stadig hyppigere. Luleåboerne dominerer, tæt fulgte af Österbottenssognene Närpes, Mustasaari (nu Korsholm) og Pedersöre. Piteå og Torneå forekommer ofte, mens sognene Umeå og Bygdeå ikke synes at have haft så tætte forbindelser med hovedstaden som de nordligere i det tidligere landskab Västerbotten.
Anledningen til, at "norrbottningar" (således kaldtes i middelalderen indbyggere fra Västerbotten og Norrbotten) skaffede sig så gode forbindelser med Stockholm, var eksistensen af det bottniska handelstvånget. Efter som det ikke var tilladet at besejle udenrigs havne fra Norrbotten, fandt mange inden for handelen virksomme fra dette område det hensigtsmæssigt at etablere sig i stapelstaden Stockholm. En følge heraf var, at mange norrbottninger modsatte sig en liberalisering af handelspolitikken. Anders Svensson Bjur fråa Bensbyn, som blev borgmester i Stockholm i 1498, var således i opposition til Sten Sture den ældre, som ville gøre det muligt for flere byer end Stockholm og Åbo at bedriva udenrigshandel.
Det må tilføjes, at også andre stockholmere end norrlændinge specialiserede sig i handelen med Bottenviken. 